# Andrew Bynum
Andrew Bynum, ameriški poklicni košarkar, * 27. oktober 1987, Plainsboro, New Jersey. 
Bynum je poklicni igralec košarke na položaju centra in trenutno prosti igralec. 

## Zgodnje otroštvo
Bynum je svoja prva leta preživel v rodnem kraju. Njegova starša Ernest in Janet sta se ločila, ko mu je bilo komaj leto dni. Svoja poletja je preživljal v Severni Karolini, kjer je obiskoval očeta. Ima tudi brata, ki mu je ime Corey 
. 

## Srednješolska kariera
Bynum je svojo srednješolsko kariero začel na srednji šoli West Windsor-Plainsboro High School North v Plainsboru, vendar je bil po svojem prvem letu z ekipo premeščen v Solebury School v mestu New Hope v Pensilvaniji. Komaj leto kasneje se je ponovno prepisal, tokrat v St. Joseph High School v mestu Metuchen, New Jersey. Leta 2005 se je udeležil tekme McDonald's All-American, kjer je dosegel 9 točk in 5 skokov. V svojem četrtem letu je povprečno dosegal po 22,4 točke, 16,8 skoka in 5,3 blokade na tekmo.

## Poklicna kariera
Bynum je razmišljal o vpisu na Univerzo v Connecticutu, vendar se na koncu za to ni odločil in se prijavil na nabor lige NBA leta 2005. Izbran je bil z 10. izbiro v prvem krogu nabora s strani ekipe Los Angeles Lakers. Kmalu po njegovi izbiri je klub najel Kareema Abdula-Jabbarja kot posebnega pomočnika za igralce na njegovem položaju. 
2. novembra 2005 je na prvi tekmi sezone proti ekipi Denver Nuggets igral 6 minut in tako postal najmlajši, ki je kdajkoli zaigral na NBA tekmi, pri starosti 18 let in 6 dni. Med tekmo je zgrešil oba meta iz igre ter zbral 2 skoka in 2 blokadi. Ta rekord bo verjetno držal še kar nekaj časa, saj je liga NBA določila, da morajo igralci, ki vstopajo v ligo, biti vsaj eno leto oddaljeni od dneva, ko so zaključili srednjo šolo, če so Američani, in biti stari vsaj 19 let, če to niso.
Zanimivo zaporedje dogodkov, katerega del je bil tudi Bynum, se je zgodilo 16. januarja 2006 na tekmi proti ekipi Miami Heat. Začel ga je Shaquille O'Neal, ko je zabil preko Bynuma in ga zbil na tla. V naslednji akciji je Bynum dobil žogo pod košom in z obratom zabil prek O'Neala. Potem je stekel na drugo stran igrišča ter potisnil O'Neala, slednji pa ga je udaril v prsi. Oba igralca sta prejela tehnični napaki. Dogodek je zaključil Kobe Bryant, ki je posredoval med igralcema. 
S poškodovanima centroma Chrisom Mihmom in Kwamejem Brownom na začetku sezone 2006/2007 je ekipa iz Los Angelesa imenovala Bynuma v njihovo začetno postavo na položaju centra. Sezono je končal s povprečjem 7,8 točk in 5,9 skoka v 21 minutah na tekmo. Zbral je tudi 1,6 bloka na tekmo. S hitrostjo svojega napredka je presenetil mnoge in s svojo igro v prihodnjih sezonah bil ključ do uspeha svoje ekipe in dveh zaporednih naslovov v letih 2009 in 2010.  Mitch Kupchak, splošni upravitelj ekipe, je zatrdil, da Bynuma ne bodo uporabili v menjavi.
4. junija 2012 je njegova ekipa izrabila možnost za podaljšanje pogodbe za sezono 2012-13.

## Indiana Pacers
Iz ekipe Cleveland Cavaliers je bil Bynum, vključno z nekaj nabornimi možnostmi, zamenjan za igralca Chicago Bullsov, Luola Denga. Še na isti dan so ga odpustili, 1. februarja pa se je pridružil ekipi Indiana Pacers, kjer bi naj bil zamenjava za glavnega centra le-te ekipe, Roya Hibberta. 

## Vrhunci kariere
- 2-kratni prvak lige (2009, 2010)
- Udeleženec Tekme vseh zvezd lige NBA v začetni postavi (2012)
- Druga peterka lige (2012)
- V svoji prvi tekmi v začetni postavi proti ekipi Phoenix Suns dne 31. oktobra 2006 je Bynum igral 24 minut, dosegel 18 točk, ujel 9 skokov in iz igre metal 63,6%
- Največ točk v eni tekmi (42) je dosegel proti ekipi Los Angeles Clippers dne 21. januarja 2009[11]
- V sezonah 2005/2006 in 2006/2007 je bil najmlajši igralec v ligi.

## Igralski profil
Bynum je visok 213 cm, tehta 129 kg in igra na poziciji centra. Znan je kot odličen vsestranski igralec, še posebej dobro se znajde v igri pod košem, obrambi in pri doseganju skokov. Je zelo čustven in velikokrat tekmo zaključi s kakšno tehnično napako, izključitvijo ali kaznijo s strani komisarja lige.